# Guardians 4
Guardians 4 (ガーディアンズ4) est un groupe de J-pop du Hello! Project, créé en avril 2009 pour interpréter les thèmes de la série d'animation Shugo Chara!, dont leur nom est tiré. C'est un sous-groupe constitué de quatre idoles japonaises faisant déjà partie en parallèle de trois groupes réguliers du Hello! Project. Il cesse ses activités à la fin de la série, en mars 2010, après avoir sorti quatre singles dont les "faces B" sont interprétées par un autre groupe également créé pour la série : Shugo Chara Egg!.

## Membres
- Aika Mitsui (de Morning Musume)
- Risako Sugaya (de Berryz Kōbō)
- Yurina Kumai (de Berryz Kōbō)
- Saki Nakajima (de °C-ute)

## Discographie
Singles
- 27 mai 2009 : Omakase Guardian
- 2 septembre 2009 : School Days
- 18 novembre 2009 : Party Time / Watashi no Tamago (Guardians 4 / Shugo Chara Egg!)
- 20 janvier 2010 : Going On!

Singles V (DVD)
- 10 juin 2009 : Omakase Guardian
- 16 septembre 2009 : School Days
- 3 février 2010 : Going On!

Compilation
- 10 mars 2010 : Shugo Chara! Song Best

## Liens
- (ja) Site officiel
- (ja) Guardians 4: Page officielle sur Hello! Project.com
- (ja) Guardians 4: discographie officielle sur Hello! Project.com
- (ja) Guardians 4: fiche officielle avec détails des membres